# Закон за правата (1689)
Законът за правата от 1689 г. (на английски: Bill of Rights) е съкратеното наименование на законодателен акт, приет от парламента на Великобритания през 1689 г. по време на Славната революция. Пълното му име е Закон, обявяващ правата и свободите на поданика и уреждащ наследяването на короната (на английски: An Act Declaring the Rights and Liberties of the Subject and Settling the Succession of the Crown).
Представлява основната част от британската Конституция заедно с Хабеас корпус акт и Акта за унаследяване). Става един от първите документи, юридически узаконили човешките права.
За първи път са ограничени правата на монарха за сметка на висшия орган на представителната власт. Кралят е лишен от правото:
- да спира действието или изпълнението на законите без решение на парламента;
- да узаконява и взима данъци за нуждите на короната без решение на парламента;
- да създава и поддържа постоянна армия в мирно време без решение на парламента.

Гарантирани са следните права на поданиците:
- право на протестантите да притежават оръжие за самоотбрана (според социалната класа);
- право за подаване на петиции до краля без да бъдат преследвани за това;
- забрана на налагане на жестоки и необичайни наказания, както и на прекомерно големи глоби и гаранции;
- свобода на словото и дебатите; никакви изказвания в Парламента не могат да послужат за привличане към отговорност или подложени на съмнение в който и да е съд или място извън Парламента;
- свобода на изборите в Парламента (по това време само за богати граждани) от вмешателството на краля.
- съдебните заседатели в процеси за държавна измяна трябва да притежават земя
- обявяват се за незаконни определените глоби и неустойки преди произнасянето на съда
- парламентът следва да заседава често, за да разглежда всички оплаквания и да преглежда, поправя и подобрява законите.

Ликвидирани са специалните съдилища по църковни и други въпроси.
Ограничаването на монархията и узаконяването на парламентарните права поставят началото на развитие на демокрацията и конституционната монархия във Великобритания.

## Международна значимост
Законът за правата от 1689 повлиява авторите на американската конституция и по-специално Джеймс Мадисън при написването на първите десет допълнения (amendments, поправки), известни като Закон за правата.